# GawLab
GawLab ("freccia" in wolof) è un'associazione senza fini di lucro fondata a Dakar in Senegal che si interessa all'utilizzo e all'applicazione dell'informatica in Africa, alle politiche e produzioni culturali africane, all'arte digitale, alla storia dell'arte e alla memoria culturale. 

## Storia
Nasce dall'esperienza del gruppo WAG, Women Action Group, il cui acronimo è stato invertito in occasione del passaggio da gruppo ad associazione legalmente riconosciuta.
Nel 1997 nascono dei phone center sia nella capitale che nelle zone rurali del Senegal per offrire telefonia e servizi internet. Si scopre internet come mezzo per comunicare e ricevere informazioni dall'esterno e dalle comunità di senegalesi emigrati. Con l'arrivo della banda larga la diffusione dei mezzi telematici in Senegal e a Dakar cresce rapidamente e con essa l'utilizzo di supporti digitali per diffondere i lavori degli artisti locali, nonché per la creazione di opere appositamente create per la diffusione attraverso i mezzi telematici.
Si costituì pertanto l'associazione allo scopo di realizzare la condivisione on-line della produzione artistica e di mettere a disposizione gli strumenti digitali, sia dentro che fuori dalla rete, per realizzare una efficace condivisione del sapere.

## Metodi
GAW progetta e produce mostre, seminari, pubblicazioni, laboratori di formazione artistica e tecnica, materiali pedagogici, progetti di ricerca sui software liberi e sull'uso dell'informatica in Africa e nella sua applicazione nel settore dell'arte (multimedia, arte digitale). GAW è una piattaforma di interazione per operatori dell'IT e artisti.
Per i fondatori, l'obiettivo principale è di rendere accessibili al pubblico tutte le pratiche artistiche, di sviluppare software adatti a progetti precisi, ma anche di creare una rete di professionisti che mettano a disposizione le loro competenze artistiche e tecniche.
La scelta dei mezzi tecnici è caduta sul software libero per due ragioni: sono liberi - distribuiti gratuitamente - e aperti - consentono agli utilizzatori di poter entrare nei loro meccanismi per poterli adattare alle proprie necessità e per imparare a produrne varianti.

## I membri fondatori di GAW
- Stéphane d'Almeida, amministratore di reti;
- Yves Codjia, amministratore di reti;
- Karen Dermineur, coordinatore di progetti multimediali;
- Pape Meïssa Diop, informatico;
- Sylviane Mariama Diop, coordinatore di progetti multimediali;
- Babacar Fall, consulente;
- N'Goné Fall, architetto, critica d'arte, curatrice;
- Ousmane Wilane, economista, programmatore.

## Progetti in programma
- Festival sur les Arts numériques, Art du/en réseau / maggio 2008 ;
- Centro di formazione per l'utilizzo di strumenti « open source »/ 2009
- Pubblicazione dei « Carnets de la mémoire, Cultures d'Afrique » / 2009 ;
- Pubblicazione di « Artistes du réseau, Artistes issus du numérique en Afrique » / 2008 (serie monografica) ;
- Produzione del sito « Strumenti, pratiche, sviluppo, reti Web-Africa” / 2008 ;
- A12N o Localizzazione (L10N)/Internazionalizzazione (I18N)/Africanizzazione(A12N) dei sistemi GNU/Linux e di software libero (in corso)

### Bottleboy Dakar 2005
Progetto ideato e proposto dall'artista Amadou Sow con l'obiettivo di invitare il largo pubblico a riflettere sulla salvaguardia dell'ambiente.  
Il BOTTLEBOY originale è una capsula immaginata e disegnata da Walking-Chair, un gruppo di designer che vivono a Vienna. La capsula BOTTLEBOY è in plastica, di colore vivace, munita di un passo a vite e di un buco al centro per poter essere fissata su qualunque supporto, in qualsiasi modo. Si adatta a tutte le bottiglie con imboccatura standard, in vetro o in plastica. 
Intorno alla capsula Amadou Sow ha raccolto un collettivo di artisti, “BOTTLEBOY DAKAR” per pensare insieme al problema del riciclo della plastica. Gli artisti hanno immaginato diverse possibilità di ridar vita a una bottiglia usata, di decorarla, tenendo conto dell'ambiente. La capsula e la bottiglia sono gli unici materiali a disposizione degli artisti. Questa messa in comune delle esperienze mostra che l'artista non è ai margini della società, ma è ben ancorato in essa. Con i suoi interrogativi, egli si misura con le grandi sfide del nostro tempo e s'impegna a trovare soluzioni per il riciclaggio di prodotti difficilmente biodegradabili, che sommergono il nostro ambiente quotidianamente.
Con gli artisti:
Aïcha Aïdara, Haby Diallo, Ndoye Douts, Mamadou Faye, Mara, Birame Ndiaye, Ibrahima Niang detto "PINIANG", Henri Sagna, Charles Seck et Magatte Toure detto "Alain".

### “Corrispondences” 2004-2005
Progetto curato da Karen Dermineur
“Corrispondences” è un'esperienza di scrittura collettiva in rete di 8 artisti francofoni multimediali africani ed europei, intorno a temi selezionati. 
A maggio 2006, dopo due anni di corrispondenze via Internet, due serie di opere sono state esposte a Dakar: la prima sulla rete (Incident.net e gawlab.net), l'altra in situ (Biennale di Dak'Art 2006 OFF, al Cafè des Sciences di Pen'Art Jazz Club).
Durante i percorsi, gli artisti hanno presentato il 14 aprile 2005 al Goethe-Institut di Dakar uno “stato dei luoghi” dei loro scambi, che si sono tradotti in installazioni, video, pittura e musica.
Artisti coinvolti:
- Franck Delbruel e Oumar Ndiaye (Xosluman): « La porte »
- Roger Djiguemde e Jacques Perconte: “Les couleurs de la ville »
- Henri Sagna e Victor Vina: « Traqueur de moustiques »
- Julie Morel e Charles Seck: « La poussière »

### A12n
A12n è un progetto che verte sull'internazionalizzazione, in specifico sulla localizzazione nelle lingue native africane, del software libero, in particolare del sistema operativo Linux.